# Samantha Kerr (skotsk fodboldspiller)
 Ikke at forveksle med Sam Kerr.
Samantha Mary Kerr (født 17. april 1999) er en kvindelig skotsk fodboldspiller, der spiller midtbane for amerikanske Glasgow City F.C. i Scottish Women's Premier League og for Skotlands kvindefodboldlandshold.
Hun landsholdsdebut den 4. marts 2020 mod Ukraine, Pinatar Cup 2020, hvor hun blev skiftet ind i de sidste 13 minutter af kampen. Hun har desuden optrådt for både det skotske U/17- og U/19-landshold.